# 森岡陸
森岡 陸（もりおか りく、1998年11月20日 - ）は、静岡県磐田市出身のプロサッカー選手。Jリーグ・ジュビロ磐田所属。ポジションはディフェンダー（DF）。

## 来歴

### プロ入り前
生まれは岡山県高梁市だが、自身が幼稚園児時代に親の転勤で磐田市に移住。移住先の家はヤマハスタジアムに近く、ゴール時のアナウンスや応援の声が聞こえる位置にあった。中学時代は磐田U-15に上がれず、ジュビロSS磐田に所属。ジュビロSS磐田は「準強化」と位置付けられ、ユース昇格の可能性がほぼ無いとされていたため、卒業後は高校でサッカーを続ける予定だった。だが、中学3年時の高円宮杯第25回全日本ユース(U-15)サッカー選手権東海大会の決勝で磐田U-15を破る活躍を見せ、唯一ユースへの昇格を果たした。
磐田U-18昇格後は、2014年にAFC U-16選手権2014に臨むU-16日本代表、2015年・2016年もそれぞれU-17日本代表、U-18日本代表 のメンバーに選出され、更に2016年には2種登録選手として伊藤洋輝と共にトップチームに登録される が、当時の磐田の成績が芳しくなく、後方のポジションに即戦力の選手を獲得する方針に転換したことで昇格が見送られ、法政大学へ進学。
法政大では1年生ながらレギュラーに定着。同年9月に開催された第41回総理大臣杯全日本大学サッカートーナメント決勝では、フル出場で明治大学を無失点に抑える活躍を見せ、35年ぶりの優勝を果たす。2019年に開催された第99回天皇杯では、初戦のブリオベッカ浦安を無失点に抑えて勝ちあがる と、2回戦では東京ヴェルディ、3回戦ではガンバ大阪 とJリーグクラブ相手に得点を許さず、更に3回戦のG大阪戦では磐田U-18時代のチームメイトである大西遼太郎と共に得点を挙げ、ベスト16進出に貢献。4回戦のヴァンフォーレ甲府戦では森俊貴の得点で延長まで持ち込むが、延長前半に甲府の宮崎純真に決勝点を挙げられ、敗退。天皇杯では出場した4試合全試合にフル出場を果たした。
2020年2月7日、古巣のジュビロ磐田への加入内定が発表され、4月7日には特別指定選手として登録された。

### ジュビロ磐田
2021年よりジュビロ磐田に加入。4月10日、J2第7節の松本山雅FC戦でプロデビュー。7月3日、第21節のアルビレックス新潟戦でプロ入り初ゴールを決めた。
2023年シーズンより昨シーズンまで大井健太郎の背番号である「3」を受け継いだ。

## プレースタイル
筋肉だけではなくて関節も可動域が広くて、しなやかな身のこなしから、インターセプト、1対1、カバーリングが武器。
肩も一回転するほど肩甲骨の可動域が広いし、股関節の可動域も広いことから、普通じゃ考えられないようなタイミングで足を出してくる。
そして181cmの高さを生かしたヘッドを駆使し、ディフェンスラインを統率。

### 評価
日本代表の上田綺世は森岡を「なかなかの曲者で嫌だった。練習していても試合でも、今までで一番嫌だった。ビックリするくらい柔らかいんだよ。体操選手みたいな感じなの。股割も地面につくくらい柔らかくて、それを使ってくる」 と評価している。

## 人物
- 兄、姉がいる[20]。
- 仲のいい選手に袴田裕太郎、鈴木海音をあげている。
- 2022年11月29日に「静岡いわたPR大使」に就任することが発表された[21]。

### 交友関係
- 日本代表の上田綺世とは大学時代の同期であり、寮で同部屋だった[22]。

## 所属クラブ
- テンマSC（磐田市立富士見小学校）
- 2011年 - 2013年 ジュビロSS磐田（磐田市立城山中学校）
- 2014年 - 2016年 ジュビロ磐田U-18（磐田東高等学校）
  - 2016年5月 - 同年12月  ジュビロ磐田（2種登録）
- 2017年 - 2020年 法政大学
  - 2020年4月 - 同年12月  ジュビロ磐田（特別指定選手）
- 2021年 -  ジュビロ磐田

## 個人成績
| 国内大会個人成績 | 国内大会個人成績 | 国内大会個人成績 | 国内大会個人成績 | 国内大会個人成績 | 国内大会個人成績 | 国内大会個人成績 | 国内大会個人成績 | 国内大会個人成績 | 国内大会個人成績 | 国内大会個人成績 | 国内大会個人成績 |
| 年度             | クラブ           | 背番号           | リーグ           | リーグ戦         | リーグ戦         | リーグ杯         | リーグ杯         | オープン杯       | オープン杯       | 期間通算         | 期間通算         |
| 年度             | クラブ           | 背番号           | リーグ           | 出場             | 得点             | 出場             | 得点             | 出場             | 得点             | 出場             | 得点             |
| 日本             | 日本             | 日本             | 日本             | リーグ戦         | リーグ戦         | リーグ杯         | リーグ杯         | 天皇杯           | 天皇杯           | 期間通算         | 期間通算         |
| ---------------- | ---------------- | ---------------- | ---------------- | ---------------- | ---------------- | ---------------- | ---------------- | ---------------- | ---------------- | ---------------- | ---------------- |
| 2019             | 法大             | 2                | -                | -                | -                | -                | -                | 4                | 1                | 4                | 1                |
| 2021             | 磐田             | 25               | J2               | 14               | 1                | -                | -                | 2                | 0                | 16               | 1                |
| 2022             | 磐田             | 25               | J1               | 13               | 0                | 4                | 0                | 3                | 0                | 20               | 0                |
| 2023             | 磐田             | 3                | J2               | 2                | 0                | 0                | 0                | 1                | 0                | 3                | 0                |
| 2024             | 磐田             | 3                | J1               | 9                | 0                | 1                | 0                | 1                | 0                | 11               | 0                |
| 通算             | 日本             | 日本             | J1               | 22               | 0                | 5                | 0                | 4                | 0                | 31               | 0                |
| 通算             | 日本             | 日本             | J2               | 16               | 1                | 0                | 0                | 3                | 0                | 19               | 1                |
| 通算             | 日本             | 日本             | 他               | -                | -                | -                | -                | 4                | 1                | 4                | 1                |
| 総通算           | 総通算           | 総通算           | 総通算           | 38               | 1                | 5                | 0                | 11               | 1                | 54               | 2                |

## タイトル
法政大学
- 総理大臣杯全日本大学サッカートーナメント（2017年）
- 全日本大学サッカー選手権大会（2018年）

ジュビロ磐田
- J2リーグ（2021年）

## 選抜・代表歴
- U-16日本代表 
  - アゼルバイジャン遠征 (2014年)
  - タイ遠征 (2014年)
  - AFC U-16選手権2014 (2014年)
- U-17日本代表
  - ベラルーシ遠征 (2015年)
  - サニックス杯国際ユースサッカー大会 (2015年)
  - 国際ユースサッカーin新潟 (2015年)
  - チェコ遠征 (2015年)
- U-18日本代表
  - ロシア遠征 (2016年)
- 全日本大学選抜
  - デンソーカップサッカー (2018年、2020年)